# The Assessment
The Assessment är en science fiction-dramafilm från 2024. Filmen är regisserad av Fleur Fortuné, med manus skrivet av Dave Thomas, Nell Garfath-Cox och John Donnelly. Huvudrollerna spelas av Elizabeth Olsen och Alicia Vikander.
Filmen premiärvisades på Toronto International Film Festival den 8 september 2024 och hade premiär i Sverige på Stockholms filmfestival i november samma år.

## Rollista (i urval)
- Elizabeth Olsen – Mia
- Alicia Vikander – Virginia
- Himesh Patel – Aaryan
- Minnie Driver – Evie
- Indira Varma – Ambika
- Charlotte Ritchie – Serena
- Nicholas Pinnock – Walter
- Leah Harvey – Holly